# Ein ehrenwertes Haus (Fernsehserie)
Ein ehrenwertes Haus war eine deutsche Fernsehserie nach spanischem Vorbild, die Elemente von Sitcom und versteckter Kamera miteinander kombinierte. Sie wurde 1998 und 1999 in 25 Folgen abends im Ersten ausgestrahlt.

## Konzept
Handlung und Streiche spielten in der Münchner Stadtvilla der exzentrischen, fiktiven Familie von Schoenstein, die von Schauspielern dargestellt wurde.
Über 150 Handwerker, Vertreter, Lieferanten und andere „Opfer“ wurden im Laufe der Produktionszeit in das „ehrenwerte Haus“ gelockt und verstrickt in humorvolle bis absurde Geschichten rund um Wolfgang, Elke, Menelaos und Hilde von Schoenstein, Hausmädchen Uschi, Hausfreund Zwerlinger und Nachbarin Puppa.
Im Haus versteckte Kameras und Mikrofone zeichneten das Geschehen auf. Ein Erzähler aus dem Off präsentierte für die Zuschauer den vorgesehenen Handlungsrahmen und kommentierte die Geschehnisse.

## Sonstiges
Als Inspiration für den Sendungstitel diente das Lied Ein ehrenwertes Haus von Udo Jürgens.
Roberto Blanco trat in einer Folge als Konkurrent bei einem Wettbewerb für Roberto-Blanco-Doppelgänger auf.